# Episodi di Tombstone Territory (terza stagione)
La terza stagione della serie televisiva Tombstone Territory è andata in onda negli Stati Uniti dal 9 ottobre 1959 all'8 luglio 1960 sulla ABC.
| nº | Titolo originale         | Prima TV USA     |
| -- | ------------------------ | ---------------- |
| 1  | Red Terror of Tombstone  | 9 ottobre 1959   |
| 2  | The Gunfighter           | 16 ottobre 1959  |
| 3  | Stolen Loot              | 23 ottobre 1959  |
| 4  | The Writer               | 30 ottobre 1959  |
| 5  | Payroll Robbery          | 6 novembre 1959  |
| 6  | The Horse Thief          | 13 novembre 1959 |
| 7  | The Legend               | 20 novembre 1959 |
| 8  | Premature Obituary       | 27 novembre 1959 |
| 9  | Dangerous Romance        | 4 dicembre 1959  |
| 10 | Self-Defense             | 11 dicembre 1959 |
| 11 | The Marked Horseshoe     | 18 dicembre 1959 |
| 12 | The Noose That Broke     | 25 dicembre 1959 |
| 13 | Mine Disasters           | 1º gennaio 1960  |
| 14 | Eyewitness               | 8 gennaio 1960   |
| 15 | The Capture              | 15 gennaio 1960  |
| 16 | State's Witness          | 22 gennaio 1960  |
| 17 | The Target               | 29 gennaio 1960  |
| 18 | The Bride                | 5 febbraio 1960  |
| 19 | Female Killer            | 12 febbraio 1960 |
| 20 | The Lady Lawyer          | 19 febbraio 1960 |
| 21 | Silver Killers           | 26 febbraio 1960 |
| 22 | Holcomb Brothers         | 4 marzo 1960     |
| 23 | Young Killer             | 11 marzo 1960    |
| 24 | Coded Newspaper          | 18 marzo 1960    |
| 25 | Memory                   | 25 marzo 1960    |
| 26 | Revenge                  | 1º aprile 1960   |
| 27 | The Hostage              | 8 aprile 1960    |
| 28 | The Governor             | 16 aprile 1960   |
| 29 | The Kidnapping           | 22 aprile 1960   |
| 30 | Girl from Philadelphia   | 22 aprile 1960   |
| 31 | The Fortune              | 6 maggio 1960    |
| 32 | The Innocent Man         | 13 maggio 1960   |
| 33 | The Siesta Killer        | 20 maggio 1960   |
| 34 | The Return of Kansas Joe | 27 maggio 1960   |
| 35 | Betrayal                 | 3 giugno 1960    |
| 36 | The Treaty               | 10 giugno 1960   |
| 37 | The Outlaw               | 17 giugno 1960   |
| 38 | The Injury               | 24 giugno 1960   |
| 39 | Crime Epidemic           | 1º luglio 1960   |
| 40 | Juan Diega               | 8 luglio 1960    |

## Red Terror of Tombstone
- Prima televisiva: 9 ottobre 1959

### Trama
- Guest star: Robert Brubaker (R.C. 'Pop' Tuttle), Billy Dix (Mansfield Henchman), Allison Hayes (Grace Tuttle), Wes Hudman (Mansfield Henchman), Harvey Stephens (Tombstone Businessman), John Vivyan (Howard Mansfield)

## The Gunfighter
- Prima televisiva: 16 ottobre 1959

### Trama
- Guest star: Ken Christy (Sam Caswell), Edmund Cobb (Elmer Fern), James Coburn (Chuck Ashley), Carter DeHaven, Ron Hagerthy (Jeff Harper), Ted Jacques, John Paul King

## Stolen Loot
- Prima televisiva: 23 ottobre 1959

### Trama
- Guest star: John L. Cason (conducente della diligenza), Lance Fuller (Boone Cahill), Jan Harrison (Anita), John Holland (Gorman), Gene Roth (minatore), Whitey Hughes (scagnozzo)

## The Writer
- Prima televisiva: 30 ottobre 1959

### Trama
- Guest star: Allison Hayes (Elizabeth Blythe), Donald Woods (Ferguson - Special Agent of US President), Don Kennedy (Ed Chandler), Wayne Mallory (Joe Chandler), Terry Frost (Pete - Gang Member with Moustache), Larry Darr (Cavalry Corporal), Charles Buck (Liverey Stable Proprietor)

## Payroll Robbery
- Prima televisiva: 6 novembre 1959

### Trama
- Guest star: Morris Ankrum (George West), Joseph Crehan (Harry Dunbar), John Milford (Hobie Jones), Lee Van Cleef (Jake Conroy)

## The Horse Thief
- Prima televisiva: 13 novembre 1959

### Trama
- Guest star: Leonard Nimoy (Little Hawk), Jack La Rue (Padre Miguel), Kem Dibbs (Jess Buckhorn), Thomas Browne Henry (Fred Griffin), Allen Jaffe (vice sceriffo Dexter)

## The Legend
- Prima televisiva: 20 novembre 1959

### Trama
- Guest star: Britt Lomond (Jay Pell), Michael Morgan (Sam Crane), Ralph Taeger (Kirby Crane), Henry Wills (Gambler), Bill Catching (Dan - Stagecoach Driver)

## Premature Obituary
- Prima televisiva: 27 novembre 1959

### Trama
- Guest star: Phillip Baird (Ron Browning), James Anderson (Ike Cobb), Beverly Allison (Gay Mitchum), Harold Fong (Sing Lee)

## Dangerous Romance
- Prima televisiva: 4 dicembre 1959

### Trama
- Guest star: John Bowler (Thomas Brother #1), Paul Comi (Thomas Brother #2), Joan Connors (Karen Thomas), Page Slattery (Paul Hayden), Steve Warren (Thomas Brother #3)

## Self-Defense
- Prima televisiva: 11 dicembre 1959

### Trama
- Guest star: Roy Barcroft (Flint Anson), Howard Dayton, Edmund Johnston, Harry Lauter (Marshal Bolton), Tony Miller, Charles Reade

## The Marked Horseshoe
- Prima televisiva: 18 dicembre 1959

### Trama
- Guest star: Alan Hale Jr. (Ben Rycker), Gene Roth (Asa Sibley), Robert J. Wilke (Todd Gantry), Harry Woods (Doc Cunningham)

## The Noose That Broke
- Prima televisiva: 25 dicembre 1959

### Trama
- Guest star: Don Devlin (Seth Barker), Bernard Fein (Noah Crane), John Maloney (giudice), Paul Richards (Reed Barker), Harry Woods (Doc Cunningham), Mathew McCue (Man Shot in Bar)

## Mine Disasters
- Prima televisiva: 1º gennaio 1960

### Trama
- Guest star: Frank Christi, Harry Clexx (Jamseon), Tom London (Fred Ellis), Arthur Lovejoy, Donald Murphy (Anson Gurney)

## Eyewitness
- Prima televisiva: 8 gennaio 1960

### Trama
- Guest star: Michael Bachus, Elisha Cook Jr. (Adam Kirby), Murray Kamelhar, Len Lesser, King Moody, Lee Sands, Robert Swan (Hugh Dawson), Jerry Todd, Al Haskell (frequentatore bar)

## The Capture
- Prima televisiva: 15 gennaio 1960

### Trama
- Guest star: Chuck Couch (Marshal), Penny Edwards (Lydia Dawson), Russ McCubbin, William Phipps (Kyle Dodge), Art Stewart, William Tannen, Lee Warren, Ethan Laidlaw (cittadino)

## State's Witness
- Prima televisiva: 22 gennaio 1960

### Trama
- Guest star: Harry Woods (Doc Cunningham), Robert Darin (Barney Deger), Larry Hudson (Gang Henchman), Jan Shepard (Cheri Deger), John Sutton (fuorilegge Leader), Mark Tobin (Chalky Deger), Troy Melton (the Saloon Owner)

## The Target
- Prima televisiva: 29 gennaio 1960

### Trama
- Guest star: Gaby DeLys, Mickey Finn (Red - scagnozzo), Warren Oates (Vic Reel), Mickey Simpson, Liam Sullivan (Douglas Jason), Frank Warren

## The Bride
- Prima televisiva: 5 febbraio 1960

### Trama
- Guest star: Ken Christy (Old Timer), Linda Lawson (Jeannie), Byron Morrow (Bert Magraw), Edson Stroll (Vince Sanders)

## Female Killer
- Prima televisiva: 12 febbraio 1960

### Trama
- Guest star: Ken Drake (Marshal - Dave), Don C. Harvey (Frank Fallon), Mala Powers (Renee Carter), Paul Sorensen (Blake - Henchman)

## The Lady Lawyer
- Prima televisiva: 19 febbraio 1960

### Trama
- Guest star: Kathie Browne (Gay Monahan), Coleman Francis (Burt Graves), Allen Jaffe (Charlie - scagnozzo), Robert Swan (Dusty - scagnozzo), Regis Toomey (Feeny Spindler), James Westerfield (Big Jim Gerson), Mathew McCue (cittadino)

## Silver Killers
- Prima televisiva: 26 febbraio 1960

### Trama
- Guest star: Constance Ford (Lily Murdock), John Mitchum (Hal Swanson), Hank Patterson (Tulsa Jack), James Seay (Matt - scagnozzo), Paul Sorensen (Sam - scagnozzo), Tiger Joe Marsh (marinaio)

## Holcomb Brothers
- Prima televisiva: 4 marzo 1960

### Trama
- Guest star: Robert Anderson (Hunk Holcolm), Harry Carey Jr. (Vern Fawcett), Tip McClure (Bray Holcolm), Howard Petrie (Gabe Fawcett), Robin Riley (Ben Fawcett), Gary Spencer, Jerry Vance, Max Wagner (barista)

## Young Killer
- Prima televisiva: 11 marzo 1960

### Trama
- Guest star: Kaye Elhardt (infermiera Mary Rice), Bern Hoffman (Sam Hoskins), Robert Ivers (Eddie Casper), Frank Warren (Deputy Pete), Harry Woods (Doc Cunningham), John Zaccaro (Snider - Henchman)

## Coded Newspaper
- Prima televisiva: 18 marzo 1960

### Trama
- Guest star: Barney Barnett, Chuck Hayward (Burgess), Nick Pawl, Kent Taylor (John Whittaker)

## Memory
- Prima televisiva: 25 marzo 1960

### Trama
- Guest star: Walter Burke (Harry Ames), Allison Hayes (Liz Dolthan), Bill Hickman (Todd - Gambler), Charles Maxwell (Jud Packard), Robert Williams (Sam Wade), Troy Melton (Bar Room Brawler), Bob Miles (Bar Room Brawler)

## Revenge
- Prima televisiva: 1º aprile 1960

### Trama
- Guest star: Mary Anderson (Nellie Cashman), June Blair (Lady Bell), Craig Duncan (Jonas Bell), Andrew Prine (Noah Bell), Dick Ryan (Jed), Max Wagner (passante)

## The Hostage
- Prima televisiva: 8 aprile 1960

### Trama
- Guest star: Keith Larsen (John Edwards), Anthony Ray (Sam Edwards), George DeNormand (cittadino), Al Haskell (cittadino)

## The Governor
- Prima televisiva: 16 aprile 1960

### Trama
- Guest star: Robert F. Simon (Arizona Governor Armstrong), Don Eitner (Stark - scagnozzo), Charles Reade, George Greco, Charles McQuarrie, William Conrad (Frank Banter)

## The Kidnapping
- Prima televisiva: 22 aprile 1960

### Trama
- Guest star: Jean Allison (Hope Jensen), Leo Gordon (Ben Jensen), Page Slattery (Sam - scagnozzo), Patrick Waltz (Dan Jensen), Tony Young (Dodd - Henchman)

## Girl from Philadelphia
- Prima televisiva: 22 aprile 1960

### Trama
- Guest star: Buff Brady (scagnozzo Shooting at Hollister), Fred Essler (Gus), Charity Grace (Mrs. Bowers), Don Kelly (Ben Quaid), Erin O'Brien (sorella di Isabelle / Gwen Reed), Russ McCubbin (Lookout Henchman on Wall), Jack Perkins (scagnozzo Fighting Hollister)

## The Fortune
- Prima televisiva: 6 maggio 1960

### Trama
- Guest star: Charles Aidman (Chuck Eggleston), Leon Alton, Charles Reade, Barry Russo (Jim Parker), K.L. Smith (Al Tobey)

## The Innocent Man
- Prima televisiva: 13 maggio 1960

### Trama
- Guest star: Anne Dore (George), John Doucette (sceriffo Eli Parsons), Barney Elmore, Ron Hayes (Deputy Hank McQueen), Ken Mayer, Guy Stockwell

## The Siesta Killer
- Prima televisiva: 20 maggio 1960

### Trama
- Guest star: Harold Peary (Douglas Metcalf), Charlie Crafts, Paul Fierro (Adam Craig), Mickey Finn (Fred Bates AKA Fred Bailey), John Maloney, Carol Ohmart (Lola Curtis), Page Slattery (Whitcolm), Wayne C. Treadway

## The Return of Kansas Joe
- Prima televisiva: 27 maggio 1960

### Trama
- Guest star: Leon Alton, Dave Cameron, Edmund Cobb (Cobbs - Mining Company Executive), Ed Nelson (Kansas Joe Barton), Robert F. Simon (Arizona Governor Armstrong), Warren Stevens (Arizona Lt. Governor Owens)

## Betrayal
- Prima televisiva: 3 giugno 1960

### Trama
- Guest star: Hal K. Dawson, Robert Gist (Lafe Jackson), Allen Jaffe (scagnozzo), Brett King (Welch), Forrest Lewis (Jeb Collins), James Parnell

## The Treaty
- Prima televisiva: 10 giugno 1960

### Trama
- Guest star: Dehl Berti (Manatou - Geronomo's Lieutenant), Watson Downs (addetto al telegrafo), John Gallaudet (colonnello MacIntyre), Edmund Hashim (Manatou's Lieutenant), Ted Jacques (padre di Joe Hopkins)

## The Outlaw
- Prima televisiva: 17 giugno 1960

### Trama
- Guest star: Stewart East (Jackson - scagnozzo), Jacqueline Lee (Mrs. Muldeen), Tip McClure (Arnie Harding), Walter Reed (Corey Muldeen AKA Nate Storm), Frank J. Scannell (Sam, The Bartender), Virgil S. Taylor (Gaxton - Henchman)

## The Injury
- Prima televisiva: 24 giugno 1960

### Trama
- Guest star: Willis Bouchey (Mr. Travers - Tracy), Dyan Cannon (Tracy Travers), Charles Fredericks (sceriffo Ike Downey), Marshall Reed (Ed Keel)

## Crime Epidemic
- Prima televisiva: 1º luglio 1960

### Trama
- Guest star: Ralph Taeger (Horn Burnett), Alan Wells (Hugh Burnett), Janet Lake (Viola Gunther), Denver Pyle (Will Gunther)

## Juan Diega
- Prima televisiva: 8 luglio 1960

### Trama
- Guest star: Roberto Contreras (Vincente - Diego Henchman), Alex Montoya (Juan Diego), Charles Reade (cittadino), John Thye (addetto al telegrafo), Gregory Walcott (Burt Taggert), Leonard P. Geer (Bank Guard)